# Тинокор
Тинокор (Thinocorus) — рід сивкоподібних птахів родини тинокорових (Thinocoridae). Містить два види.

## Поширення
Рід поширений в Південній Америці. Трапляється у гірських районах Патагонії та Анд від Еквадору до мису Горн. Як залітний вид спостерігався на Фолклендських островах та Антарктиці.

## Опис
Зовні птахи схожі на куріпок з короткими ногами та довгими крилами. Тіло завдовжки 16-24 см; вага 48–140 г.

## Види
- Thinocorus orbignyanus — тинокор великий
- Thinocorus rumicivorus — тинокор чилійський